# Merklingsen
Merklingsen ist ein Ortsteil der Gemeinde Welver im Kreis Soest (Nordrhein-Westfalen).
Der Ort liegt, umgeben von kleinen Waldflächen und begrünten Fließgewässern, in einer flachen Senke, die in eine offene Landschaft übergeht. Das Ortsbild ist durch alte Baumbestände, wie Trauerweiden, Eichen und Platanen, sowie Obstwiesen geprägt. Die Siedlungsstruktur des Dorfes ist weilerartig, große Hofstellen bestimmen das Bild. Eine nennenswerte Infrastruktur existiert nicht. In der Umgebung  stehen mehrere Windkraftanlagen. Bemerkenswert ist das landwirtschaftliche Versuchsgut der Fachhochschule Südwestfalen.
Merklingsen wurde am 1. Juli 1969 mit anderen Dörfern zur neuen Gemeinde Welver zusammengeschlossen.